# Stazione meteorologica di Palermo Boccadifalco

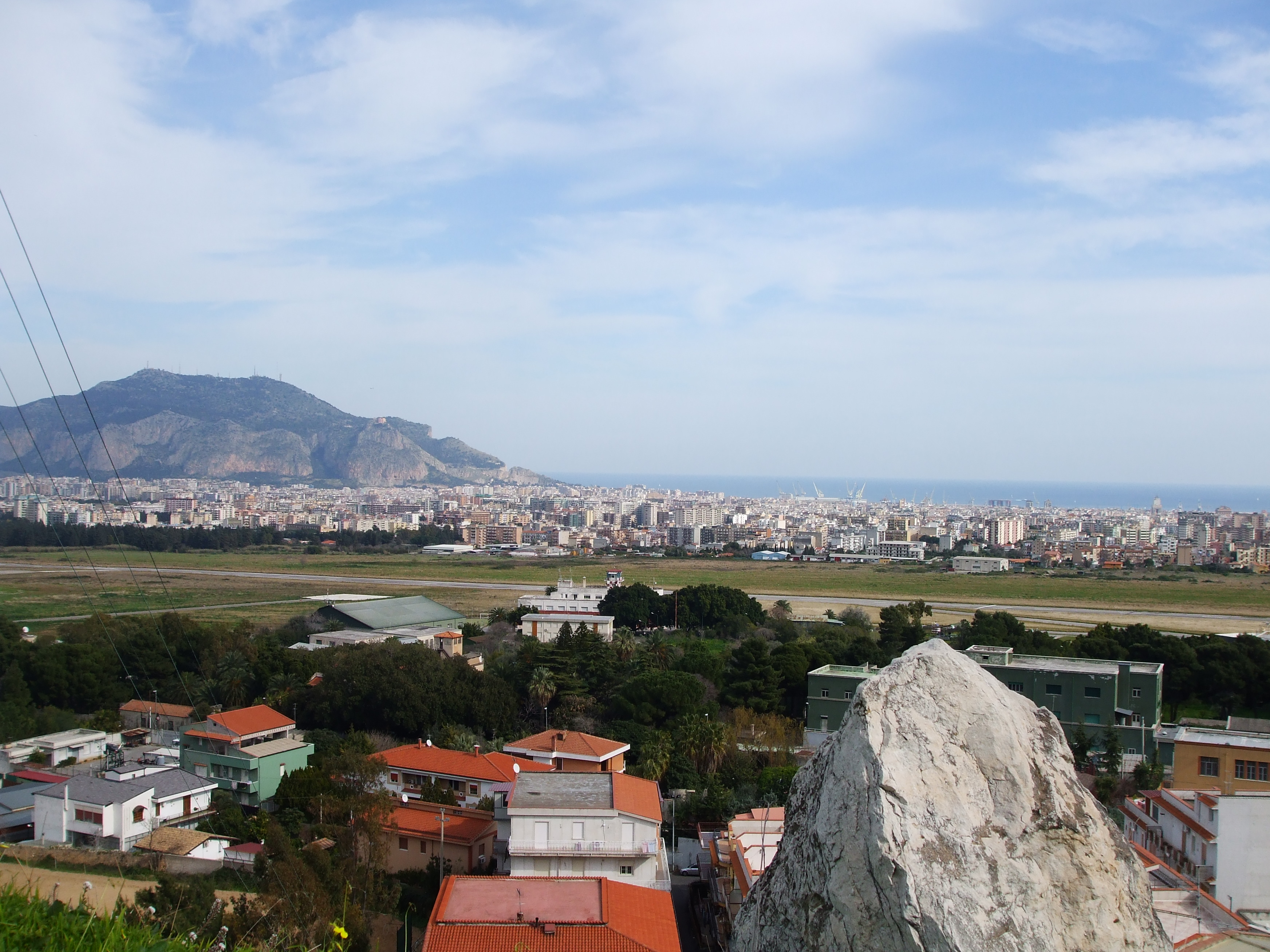
Veduta panoramica dell'area di ubicazione della stazione meteorologica di Boccadifalco

La stazione meteorologica di Palermo Boccadifalco è la stazione meteorologica di riferimento per il Servizio Meteorologico dell'Aeronautica Militare e per l'Organizzazione Mondiale della Meteorologia, relativa all'entroterra della città di Palermo. Dismessa dall'11 gennaio 2009, è tuttavia rimpiazzata nelle funzioni dalla stazione automatica DCP, codice WMO 16409, già presente in loco con funzioni di controllo dei dati rilevati dalla stazione tradizionale attualmente inattiva.

## Storia
La stazione meteorologica iniziò la sua attività negli anni 1930 del secolo scorso, quando divenne operativo l'omonimo aeroporto. Le attività di assistenza alla navigazione aerea e di rilevazione e raccolta di dati meteorologici ebbe una temporanea interruzione nel 1943, con breve trasferimento presso Corleone, a causa degli eventi bellici della Seconda guerra mondiale.
Nel 1945 la postazione meteorologica fu ricollocata nell'originaria ubicazione, mentre durante gli anni cinquanta venne realizzata la torre di controllo e fu deciso lo spostamento dell'osservatorio meteorologico presso questa struttura. La stazione rimase in uso fino al 1977, anno in cui venne ebbe inizio l'interruzione della sua attività che si protrasse per ben tredici anni.
Nel 1990 l'osservatorio meteorologico ha ripreso regolarmente la propria attività di rilevazione dei dati meteorologici e di assistenza alla navigazione aerea.
La stazione risulta attualmente dismessa dall'11 gennaio 2009.

## Caratteristiche
La stazione meteorologica si trova nell'Italia insulare, in Sicilia, nel comune di Palermo, presso l'aeroporto di Boccadifalco, a 105 metri s.l.m. e alle coordinate geografiche 38°06′43.57″N 13°18′42.63″E.

## Medie climatiche ufficiali

### Dati climatologici 1971-2000
In base alle medie climatiche del periodo 1971-2000, la temperatura media del mese più freddo, febbraio, è di +11,5 °C, mentre quella del mese più caldo, agosto, è di +26,6 °C; mediamente si contano zero giorni di gelo all'anno e 46 giorni con temperatura massima uguale o superiore ai +30 °C. I valori estremi di temperatura registrati nel medesimo trentennio sono gli 0,0 °C del gennaio 1999 e i +45,2 °C dell'agosto 1999.
Le precipitazioni medie annue si attestano a 855 mm, mediamente distribuite in 81 giorni di pioggia, con minimo in estate, picco massimo in inverno e massimo secondario in autunno per gli accumuli.
L'umidità relativa media annua fa registrare il valore di 62,3 % con minimo di 57 % a luglio e massimi di 67 % a dicembre e a gennaio; mediamente si contano zero giorni di nebbia all'anno.
Di seguito è riportata la tabella con le medie climatiche e i valori massimi e minimi assoluti registrati nel trentennio 1971-2000 e pubblicati nell'Atlante Climatico d'Italia del Servizio Meteorologico dell'Aeronautica Militare relativo al medesimo trentennio.
| Palermo Boccadifalco (1971-2000)   | Mesi        | Mesi        | Mesi        | Mesi        | Mesi        | Mesi        | Mesi        | Mesi        | Mesi        | Mesi        | Mesi        | Mesi        | Stagioni | Stagioni | Stagioni | Stagioni | Anno  |
| Palermo Boccadifalco (1971-2000)   | Gen         | Feb         | Mar         | Apr         | Mag         | Giu         | Lug         | Ago         | Set         | Ott         | Nov         | Dic         | Inv      | Pri      | Est      | Aut      | Anno  |
| ---------------------------------- | ----------- | ----------- | ----------- | ----------- | ----------- | ----------- | ----------- | ----------- | ----------- | ----------- | ----------- | ----------- | -------- | -------- | -------- | -------- | ----- |
| T. max. media (°C)                 | 14,7        | 14,5        | 16,4        | 18,7        | 23,3        | 27,2        | 29,8        | 30,5        | 27,5        | 23,5        | 19,0        | 15,8        | 15,0     | 19,5     | 29,2     | 23,3     | 21,7  |
| T. media (°C)                      | 11,8        | 11,5        | 13,0        | 15,1        | 19,3        | 23,2        | 25,8        | 26,6        | 23,8        | 20,1        | 16,0        | 13,0        | 12,1     | 15,8     | 25,2     | 20,0     | 18,3  |
| T. min. media (°C)                 | 8,9         | 8,5         | 9,6         | 11,4        | 15,3        | 19,2        | 21,7        | 22,7        | 20,1        | 16,7        | 12,9        | 10,2        | 9,2      | 12,1     | 21,2     | 16,6     | 14,8  |
| T. max. assoluta (°C)              | 24,4 (1997) | 23,4 (1995) | 30,2 (1975) | 32,0 (1998) | 36,6 (1994) | 38,8 (1975) | 43,6 (1998) | 45,2 (1999) | 38,6 (1990) | 37,4 (1999) | 28,8 (1996) | 26,2 (1996) | 26,2     | 36,6     | 45,2     | 38,6     | 45,2  |
| T. min. assoluta (°C)              | 0,0 (1999)  | 0,6 (1999)  | 1,6 (1973)  | 5,4 (1995)  | 8,6 (1991)  | 13,2 (1975) | 16,8 (1971) | 15,1 (1972) | 13,4 (1971) | 7,2 (1974)  | 3,6 (1975)  | 4,0 (1971)  | 0,0      | 1,6      | 13,2     | 3,6      | 0,0   |
| Giorni di calura (Tmax ≥ 30 °C)    | 0,0         | 0,0         | 0,0         | 0,0         | 0,0         | 5,0         | 14,3        | 18,9        | 5,8         | 2,0         | 0,0         | 0,0         | 0,0      | 0,0      | 38,2     | 7,8      | 46,0  |
| Giorni di gelo (Tmin ≤ 0 °C)       | 0,1         | 0,0         | 0,0         | 0,0         | 0,0         | 0,0         | 0,0         | 0,0         | 0,0         | 0,0         | 0,0         | 0,0         | 0,1      | 0,0      | 0,0      | 0,0      | 0,1   |
| Precipitazioni (mm)                | 97,5        | 109,9       | 78,2        | 65,1        | 36,2        | 17,9        | 6,7         | 31,8        | 65,3        | 105,6       | 117,5       | 123,7       | 331,1    | 179,5    | 56,4     | 288,4    | 855,4 |
| Giorni di pioggia                  | 9,0         | 9,6         | 8,7         | 8,6         | 4,1         | 1,9         | 1,2         | 2,4         | 5,4         | 8,2         | 10,4        | 12,0        | 30,6     | 21,4     | 5,5      | 24,0     | 81,5  |
| Giorni di nebbia                   | 0,0         | 0,0         | 0,2         | 0,0         | 0,0         | 0,0         | 0,0         | 0,0         | 0,1         | 0,0         | 0,0         | 0,1         | 0,1      | 0,2      | 0,0      | 0,1      | 0,4   |
| Umidità relativa massima media (%) | 83          | 83          | 82          | 81          | 81          | 79          | 77          | 77          | 79          | 82          | 81          | 83          | 83       | 81,3     | 77,7     | 80,7     | 80,7  |
| Umidità relativa media (%)         | 67          | 65          | 63          | 61          | 61          | 59          | 57          | 58          | 61          | 64          | 65          | 67          | 66,3     | 61,7     | 58       | 63,3     | 62,3  |
| Umidità relativa minima media (%)  | 51          | 47          | 43          | 40          | 41          | 39          | 37          | 39          | 43          | 46          | 49          | 51          | 49,7     | 41,3     | 38,3     | 46       | 43,8  |

### Dati climatologici 1961-1990
In base alla media trentennale di riferimento (1961-1990) per l'Organizzazione Mondiale della Meteorologia, la temperatura media del mese più freddo, gennaio, si attesta a +11,6 °C; quella del mese più caldo, agosto, è di +26,1 °C. Nel trentennio esaminato, la temperatura minima assoluta è stata di -1,2 °C nel gennaio 1962 mentre la temperatura massima assoluta è stata di +43,2 °C nel luglio 1962.
La nuvolosità media annua si attesta a 3,8 okta, con minimo di 1,6 okta a luglio e massimo di 5,1 okta a febbraio.
Le precipitazioni medie annue arrivano a 754,5 mm, con minimo in estate e picco in autunno-inverno.
Da segnalare, la temperatura media annua, superiore ai 18 °C, tra le più elevate dell'intero territorio nazionale italiano. Da notare, a confronto con la stazione di Punta Raisi (che si trova a circa 25 km di distanza dalla città da cui è inoltre separata da una catena montuosa), la differenza di temperatura. Durante le ondate di calore questa stazione fa registrare temperature più elevate, anche di molto, rispetto a quella di Punta Raisi; mentre durante l'inverno registra temperature ben più basse dell'altra stazione, come si può osservare mettendo a confronto i dati di entrambe le stazioni.
| Palermo Boccadifalco (1961-1990)                     | Mesi        | Mesi        | Mesi        | Mesi        | Mesi        | Mesi        | Mesi        | Mesi        | Mesi        | Mesi        | Mesi        | Mesi        | Stagioni | Stagioni | Stagioni | Stagioni | Anno   |
| Palermo Boccadifalco (1961-1990)                     | Gen         | Feb         | Mar         | Apr         | Mag         | Giu         | Lug         | Ago         | Set         | Ott         | Nov         | Dic         | Inv      | Pri      | Est      | Aut      | Anno   |
| ---------------------------------------------------- | ----------- | ----------- | ----------- | ----------- | ----------- | ----------- | ----------- | ----------- | ----------- | ----------- | ----------- | ----------- | -------- | -------- | -------- | -------- | ------ |
| T. max. media (°C)                                   | 14,5        | 14,8        | 16,4        | 18,6        | 22,8        | 26,6        | 29,5        | 29,9        | 27,3        | 23,1        | 19,2        | 15,7        | 15,0     | 19,3     | 28,7     | 23,2     | 21,5   |
| T. media (°C)                                        | 11,6        | 11,7        | 13,0        | 15,0        | 18,8        | 22,7        | 25,5        | 26,0        | 23,7        | 19,7        | 16,1        | 12,9        | 12,1     | 15,6     | 24,7     | 19,8     | 18,1   |
| T. min. media (°C)                                   | 8,8         | 8,6         | 9,7         | 11,5        | 14,9        | 18,7        | 21,6        | 22,2        | 20,1        | 16,4        | 13,0        | 10,2        | 9,2      | 12,0     | 20,8     | 16,5     | 14,6   |
| T. max. assoluta (°C)                                | 27,2 (1962) | 26,2 (1960) | 30,2 (1975) | 30,4 (1961) | 36,0 (1973) | 38,8 (1975) | 43,2 (1962) | 41,5 (1965) | 40,2 (1968) | 33,4 (1990) | 30,0 (1968) | 25,2 (1962) | 27,2     | 36,0     | 43,2     | 40,2     | 43,2   |
| T. min. assoluta (°C)                                | −1,2 (1962) | 1,0 (1975)  | 1,4 (1963)  | 5,4 (1973)  | 8,4 (1962)  | 13,2 (1975) | 15,8 (1969) | 15,1 (1972) | 13,4 (1971) | 7,2 (1974)  | 3,6 (1975)  | 4,0 (1971)  | −1,2     | 1,4      | 13,2     | 3,6      | −1,2   |
| Nuvolosità (okta al giorno)                          | 5,0         | 5,1         | 4,9         | 4,5         | 3,5         | 2,8         | 1,6         | 1,8         | 3,3         | 3,9         | 4,1         | 5,0         | 5,0      | 4,3      | 2,1      | 3,8      | 3,8    |
| Precipitazioni (mm)                                  | 100,5       | 95,5        | 77,0        | 58,5        | 26,0        | 14,5        | 5,0         | 21,5        | 49,5        | 100,5       | 98,5        | 107,5       | 303,5    | 161,5    | 41,0     | 248,5    | 754,5  |
| Giorni di pioggia                                    | 11          | 10          | 9           | 8           | 4           | 2           | 1           | 2           | 5           | 9           | 10          | 12          | 33       | 21       | 5        | 24       | 83     |
| Umidità relativa media (%)                           | 69          | 67          | 64          | 63          | 61          | 61          | 61          | 59          | 62          | 64          | 68          | 70          | 68,7     | 62,7     | 60,3     | 64,7     | 64,1   |
| Radiazione solare globale media (centesimi di MJ/m²) | 840         | 1 150       | 1 540       | 1 910       | 2 270       | 2 420       | 2 430       | 2 140       | 1 690       | 1 290       | 870         | 730         | 2 720    | 5 720    | 6 990    | 3 850    | 19 280 |
| Vento (direzione-m/s)                                | W 4,6       | W 5,1       | SW 4,5      | W 4,4       | E 3,9       | E 3,9       | E 3,8       | E 3,6       | SW 3,6      | SW 3,9      | SW 4,1      | SW 4,4      | 4,7      | 4,3      | 3,8      | 3,9      | 4,1    |

### Dati climatologici 1951-1980
Nel trentennio 1951-1980 la temperatura media del mese più freddo, gennaio, si attesta a circa +11,7 °C; quella del mese più caldo, agosto, è attorno ai +25,8 °C.
Nel trentennio esaminato, la temperatura minima assoluta è stata di -1,2 °C nel gennaio 1962 mentre la temperatura massima assoluta è stata di +43,2 °C nel luglio 1962.
| Palermo Boccadifalco (1951-1980) | Mesi        | Mesi        | Mesi        | Mesi        | Mesi        | Mesi        | Mesi        | Mesi        | Mesi        | Mesi        | Mesi        | Mesi        | Stagioni | Stagioni | Stagioni | Stagioni | Anno |
| Palermo Boccadifalco (1951-1980) | Gen         | Feb         | Mar         | Apr         | Mag         | Giu         | Lug         | Ago         | Set         | Ott         | Nov         | Dic         | Inv      | Pri      | Est      | Aut      | Anno |
| -------------------------------- | ----------- | ----------- | ----------- | ----------- | ----------- | ----------- | ----------- | ----------- | ----------- | ----------- | ----------- | ----------- | -------- | -------- | -------- | -------- | ---- |
| T. max. media (°C)               | 14,4        | 14,9        | 16,2        | 18,6        | 22,6        | 26,3        | 29,4        | 29,5        | 26,9        | 22,7        | 19,1        | 15,7        | 15,0     | 19,1     | 28,4     | 22,9     | 21,4 |
| T. min. media (°C)               | 8,9         | 8,7         | 9,8         | 11,6        | 15,0        | 18,8        | 21,6        | 22,0        | 20,1        | 16,3        | 13,2        | 10,3        | 9,3      | 12,1     | 20,8     | 16,5     | 14,7 |
| T. max. assoluta (°C)            | 27,2 (1962) | 26,2 (1960) | 32,5 (1952) | 30,4 (1961) | 36,0 (1973) | 41,4 (1952) | 43,2 (1962) | 41,5 (1965) | 40,2 (1968) | 33,4 (1973) | 30,0 (1968) | 26,0 (1952) | 27,2     | 36,0     | 43,2     | 40,2     | 43,2 |
| T. min. assoluta (°C)            | −1,2 (1962) | 0,0 (1956)  | 1,4 (1963)  | 4,6 (1956)  | 8,4 (1962)  | 13,2 (1975) | 15,8 (1969) | 13,1 (1957) | 10,6 (1955) | 7,2 (1974)  | 3,6 (1975)  | 0,8 (1957)  | −1,2     | 1,4      | 13,1     | 3,6      | −1,2 |

### Dati climatologici 1931-1960
In base alle medie climatiche 1931-1960, la temperatura media del mese più freddo, gennaio, è di +11,3 °C (contro i +11,6 °C della media 1961-1990) mentre quella del mese più caldo, agosto, si attesta a +26,3 °C (contro i +26,1 °C della media 1961-1990); la temperatura media annua fa registrare il valore di +18,4 °C (contro i +18,1 °C della media 1961-1990).
Mediamente si contano 0 giorni di gelo all'anno e 108 giornate in cui si registrano precipitazioni, anche se inferiori alla soglia di 1 mm del giorno di pioggia.
| Palermo Boccadifalco (1931-1960) | Mesi | Mesi | Mesi | Mesi | Mesi | Mesi | Mesi | Mesi | Mesi | Mesi | Mesi | Mesi | Stagioni | Stagioni | Stagioni | Stagioni | Anno |
| Palermo Boccadifalco (1931-1960) | Gen  | Feb  | Mar  | Apr  | Mag  | Giu  | Lug  | Ago  | Set  | Ott  | Nov  | Dic  | Inv      | Pri      | Est      | Aut      | Anno |
| -------------------------------- | ---- | ---- | ---- | ---- | ---- | ---- | ---- | ---- | ---- | ---- | ---- | ---- | -------- | -------- | -------- | -------- | ---- |
| T. max. media (°C)               | 15,0 | 16,2 | 18,0 | 20,5 | 23,6 | 28,0 | 30,8 | 31,0 | 28,4 | 24,6 | 21,0 | 16,0 | 15,7     | 20,7     | 29,9     | 24,7     | 22,8 |
| T. min. media (°C)               | 7,5  | 8,5  | 9,6  | 11,5 | 14,5 | 18,0 | 21,0 | 21,5 | 19,0 | 15,5 | 11,5 | 9,0  | 8,3      | 11,9     | 20,2     | 15,3     | 13,9 |
| Giorni di gelo (Tmin ≤ 0 °C)     | 0    | 0    | 0    | 0    | 0    | 0    | 0    | 0    | 0    | 0    | 0    | 0    | 0        | 0        | 0        | 0        | 0    |
| Giorni di pioggia                | 15   | 13   | 12   | 7    | 6    | 4    | 2    | 2    | 6    | 12   | 13   | 16   | 44       | 25       | 8        | 31       | 108  |

## Valori estremi

### Temperature estreme mensili dal 1943 ad oggi
Nella tabella sottostante sono riportati i valori delle temperature estreme mensili registrate presso la stazione meteorologica dal 1943 ad oggi (dal 2009 i dati sono rilevati dalla stazione automatica DCP). Nel periodo esaminato, la temperatura minima assoluta ha toccato i -1,2 °C durante la nevicata del 31 gennaio 1962, mentre la massima assoluta ha raggiunto i +45,8 °C nel luglio 2023 (seguita dai +45,2 °C dell'agosto 1999).
| Palermo Boccadifalco (1943-2024) | Mesi        | Mesi        | Mesi        | Mesi        | Mesi        | Mesi        | Mesi        | Mesi        | Mesi        | Mesi        | Mesi        | Mesi        | Stagioni | Stagioni | Stagioni | Stagioni | Anno |
| Palermo Boccadifalco (1943-2024) | Gen         | Feb         | Mar         | Apr         | Mag         | Giu         | Lug         | Ago         | Set         | Ott         | Nov         | Dic         | Inv      | Pri      | Est      | Aut      | Anno |
| -------------------------------- | ----------- | ----------- | ----------- | ----------- | ----------- | ----------- | ----------- | ----------- | ----------- | ----------- | ----------- | ----------- | -------- | -------- | -------- | -------- | ---- |
| T. max. assoluta (°C)            | 27,2 (1962) | 28,1 (2010) | 34,6 (2001) | 32,0 (1998) | 39,1 (2020) | 44,0 (2007) | 46,0 (2023) | 45,2 (1999) | 41,2 (1946) | 37,5 (2020) | 30,3 (2014) | 26,7 (2010) | 28,1     | 39,1     | 46,0     | 41,2     | 46,0 |
| T. min. assoluta (°C)            | −1,2 (1962) | 0,0 (1948)  | −0,3 (1949) | 4,6 (1956)  | 8,4 (1962)  | 11,0 (1949) | 14,8 (1948) | 13,1 (1957) | 10,6 (1955) | 7,2 (1974)  | 3,6 (1975)  | 0,8 (1957)  | −1,2     | −0,3     | 11,0     | 3,6      | −1,2 |